# 伊比利亞棘龍屬
伊比利亞棘龍屬（意為「伊比利亞的棘」）是棘龍科獸腳類恐龍的一個屬，化石出土於葡萄牙的帕波瑟科組（Papo Seco Formation），年代為早白堊世巴列姆階。模式種兼唯一種納氏伊比利亞棘龍（Iberospinus natarioi）於2022年發表，標本包含數個來自同一個體的零散骨骼。伊比利亚棘龙是繼重爪龙、巴利沃纳猎龙及卡马利亚斯龙之後伊比利半島發現的第四種棘龍類。其發現的重要意義在於，為棘龍科的地理分佈起源提供了新線索，並且暗示在演化支的早期階段，就已經至少適應了半水棲生活的證據。

## 发现与命名

伊比利棘龍的3D復原圖，加上發現的骨骼部位示意及肌肉復原

首批化石材料发现于1999年，2004至2008年期間進行進一步考察。標本曾於2011年歸入重爪龙，但後來于2019年意識到是個獨特的新物种。2020年6月的一次考察中发现更多材料。2022年，奥塔維奧·马帝尤斯（Octávio Mateus）和达瑞歐·艾斯察韋斯－羅培茲（Darío Estravis-López）将其描述为新属新种纳氏伊比利亚棘龙（Iberospinus natarioi）。
目前已知部位包含：齒骨碎片、牙齒、一個不完整的右肩胛骨、部分背椎和尾椎、肋骨碎片、部分恥骨、兩個不完整的跟骨、一個趾骨和爪子。全部來自同一個體。是目前全世界已知最完整的棘龍科化石之一。
属名Iberospinus分别取自ibero（伊比利半島的）和拉丁语spinus（意為「棘」，指棘龙科细长的神经棘）。种名natarioi（nɑtʰɑːɽiːoʊiː）纪念正模标本发现者卡洛斯·纳塔利歐（Carlos Natário）。

## 描述

### 鑑定特徵
自衍徵如下：齒骨的梅氏槽有單一孔洞、其腹緣筆直，而非像其他棘龍科呈弧度彎曲；中部尾椎側凹處有椎板；肩胛骨前緣筆直，缺乏佔據整個腹面的突出肩峰突或喙突；恥骨整條長軸的恥領（pubic apron）都很厚；恥骨近端外側存在丘狀隆起。

### 解剖学

正模标本齿骨的CT扫描，显示出牙齿（蓝色）、替换齿（绿色和粉色）和神经血管系统（黄色）

伊比利亚棘龙下颌的齿骨拥有复杂的神经血管系统，将牙齿和外孔（external foramina）连接起来，吻部在水下时可能用作运动的压力传感器。齿骨除了使用中的牙齒，亦保存了一系列替换齿。其他身體結構（尤其在尾椎和趾骨）顯示其可能適應半水棲的生活方式，如此特化的特徵在某些關聯的棘龍科尚未發現。

## 分类
伊比利亚棘龙被分類在棘龙科，位于重爪龙亚科和棘龙亚科之外。但马帝尤斯和艾斯察韋斯－羅培茲（2022年）提到化石材料显示出某些重爪龙亚科的特征，推測彼此關係更為親近。调整后的支序圖如下所示：
|  | 似鳄龙 Suchomimus |
|  |                   |
|  | 重爪龙 Baryonyx   |
|  |                   |

|  | 棘龙 Spinosaurus      |
|  |                       |
|  | 鱼猎龙 Ichthyovenator |
|  |                       |
|  | 激龙 Irritator        |
|  |                       |

|  | 似鳄龙 Suchomimus |
|  |                   |
|  | 重爪龙 Baryonyx   |
|  |                   |

|  | 棘龙 Spinosaurus      |
|  |                       |
|  | 鱼猎龙 Ichthyovenator |
|  |                       |
|  | 激龙 Irritator        |
|  |                       |

|  | 似鳄龙 Suchomimus |
|  |                   |
|  | 重爪龙 Baryonyx   |
|  |                   |

|  | 棘龙 Spinosaurus      |
|  |                       |
|  | 鱼猎龙 Ichthyovenator |
|  |                       |
|  | 激龙 Irritator        |
|  |                       |

|  | 似鳄龙 Suchomimus |
|  |                   |
|  | 重爪龙 Baryonyx   |
|  |                   |

|  | 棘龙 Spinosaurus      |
|  |                       |
|  | 鱼猎龙 Ichthyovenator |
|  |                       |
|  | 激龙 Irritator        |
|  |                       |